# Walter Kreiser
Walter Kreiser (* 10. Februar 1898 in Heilbronn; † 1958 in Maringá, Brasilien) war ein deutscher Flugzeugkonstrukteur und Journalist. Wegen eines Artikel in der Zeitschrift Die Weltbühne, der sich mit dem heimlichen Aufbau einer deutschen Luftwaffe befasste, wurde er 1931 im Weltbühne-Prozess zu 18 Monaten Gefängnis verurteilt.

## Leben

### Tätigkeit als Flugzeugexperte
Aus der Urteilsbegründung zum Weltbühne-Prozess geht hervor, dass Kreiser als Sohn eines Metzgermeisters geboren wurde. Sein Vater starb bereits 1903. Nach einem dreijährigen Besuch der Elementarschule in Heilbronn wechselte Kreiser auf die dortige Oberrealschule, die er im Dezember 1914 verließ, um als Kriegsfreiwilliger beim Niedersächsischen Fußartillerie-Regiment Nr. 10 in Straßburg einzutreten. Im Verlauf des Ersten Weltkriegs war er an der West-, Ost- und Balkanfront als Artilleriebeobachter bei Feldfliegerabteilungen eingesetzt. Er wurde zwei Mal verwundet und erlitt eine Gasvergiftung. 1919 schied er als Vizewachtmeister aus dem Heeresdienst aus und lebte wieder bei seiner Mutter in Heilbronn.
Da ihm während des Krieges das Abiturzeugnis verliehen worden war, wollte Kreiser nach Ende des Krieges studieren und Ingenieur werden. Mehrere Jahre lang arbeitete er als Monteur in größeren Werken, bevor er 1923 in Stuttgart mit dem Studium der Flugzeugtechnik an der Technischen Hochschule begann. Parallel dazu beteiligte er sich an Segelflügen auf der Wasserkuppe in der Rhön und arbeitete im Flugtechnischen Verein in Stuttgart mit. Das Studium gab er jedoch aus finanziellen Gründen im Frühjahr 1924 wieder auf, da seine Familie ihr Vermögen in der Inflation verloren hatte. Stattdessen wurde er Journalist, wobei er seine flugtechnischen Forschungen weiter betrieb. Kreiser gehörte in den 1920er Jahren zu den Pionieren der Hubschrauber-Entwicklung in Deutschland. Zusammen mit Walter Rieseler konstruierte er verschiedene Modelle, die 1926 auch patentiert wurden. Seit 1926 arbeitete er in einer Luftfahrtabteilung mit, die dem Deutschen Verkehrsbund angegliedert war, und übernahm später deren Leitung. Im Frühjahr 1929 gehörte er zu den Mitbegründern des Sturmvogels, eines „Flugverband der Werktätigen“. Auch auf dem Flugplatz in Berlin-Johannisthal war er eine Zeitlang tätig. 1930 gingen Rieseler und Kreiser in die USA zum Pennsylvania Aircraft Syndicate Ltd., das von dem Luftfahrtpionier E. Burke Wilford geleitet wurde. Dort fand am 5. August 1931 der erfolgreiche Probeflug eines Tragschraubers mit Vierblatt-Rotor statt, der die Bezeichnung WRK-Gyroplane (= Wilford-Rieseler-Kreiser-Gyroplane) trug. Wegen der Verhandlungen zum Weltbühne-Prozess kehrte Kreiser 1931 nach Deutschland zurück.

### Tätigkeit als Journalist
Nach Abbruch des Studiums hatte sich Kreiser verstärkt dem Journalismus zugewandt. Zunächst arbeitete er als Sportberichterstatter in Stuttgart und schrieb von Ludwigsburg aus für das Stuttgarter Tageblatt und weitere Zeitungen in Württemberg und im Rheinland. Mit Empfehlung von Erich Schairer, dem Herausgeber der Sonntagszeitung, ging Kreiser 1925 nach Berlin. Auch dort berichtete er für das Berliner Tageblatt und andere Zeitungen über Sportereignisse. Gleichzeitig nahm er Kontakt mit pazifistischen Organisationen auf. In einem Brief vom August 1925 bezeichnete er sich als der „einzige in pazifistischen Kreisen, der genauen Einblick in der Fliegerei hat“. Für die Deutsche Liga für Menschenrechte arbeitete er daher als Sachverständiger für Luftfahrtfragen. Von 1926 an war Kreiser Mitherausgeber der Deutschen Militärkorrespondenz. Von 1925 bis 1927 veröffentlichte er außerdem in der Berliner Wochenschrift Die Weltbühne sowie in Schairers Sonntagszeitung unter dem Pseudonym Konrad Widerhold zahlreiche Artikel zur Luftfahrtpolitik. Wegen der Mitarbeit an dem Werk Die deutsche Militärpolitik seit 1918 wurde bereits 1926 gegen ihn ein Verfahren wegen Landesverrats und Verrats militärischer Geheimnisse eingeleitet, das jedoch 1928 eingestellt wurde. 1929 trat Kreiser der SPD bei, der er jedoch spätestens 1931 nicht mehr angehörte.

### Der Weltbühne-Prozess
Am 12. März 1929 veröffentlichte Kreiser unter dem Pseudonym Heinz Jäger in der Weltbühne den Artikel „Windiges aus der deutschen Luftfahrt“. In dem umfangreichen, fünfeinhalbseitigen Artikel befasste sich Kreiser zunächst mit allgemeinen Fragen zur Situation der deutschen Luftfahrt, bevor er sich auf den letzten anderthalb Seiten schließlich den Verbindungen zwischen Reichswehr und Luftfahrtindustrie widmete. Aus diesem Abschnitt ging hervor, dass die Reichswehr offensichtlich zusammen mit der Lufthansa den heimlichen Aufbau einer Luftwaffe betrieb. Die Lufthansa betrieb nach seinen Recherchen eine Küstenflugabteilung und auf dem Flugplatz Johannisthal-Adlershof gab es bei der Deutschen Gesellschaft für Luftfahrt eine geheime Abteilung M wie Militär. Diese Bestrebungen waren eine eklatante Verletzung des Versailler Vertrages und setzten Deutschland und die Reichswehr ins Unrecht. Der Artikel machte die Zeitschrift weltweit bekannt, dem Artikelschreiber und dem Herausgeber brachte er eine Gefängnisstrafe ein. Denn die Reichswehr strengte einen Prozess, den sogenannten Weltbühne-Prozess, gegen die Zeitschrift an, der drei Jahre später mit der Verurteilung Kreisers und des Weltbühne-Herausgebers Carl von Ossietzky zu 18 Monaten Freiheitsstrafe wegen Verrats militärischer Geheimnisse endete. Im Gegensatz zu Ossietzky entzog sich Kreiser jedoch der Haft. Acht Tage nach der Urteilsverkündigung, die am 23. November 1931 erfolgt war, floh Kreiser nach Frankreich.
In Frankreich veröffentlichte er anschließend Details über den Prozessverlauf in der nationalistischen Zeitung L’Echo de Paris. Diese Vorgehensweise wurde von Ossietzky stark missbilligt. Denn das Reichsgericht hatte unter Berufung auf den Spionageparagraphen verfügt, dass keine Details aus dem Verfahren an die Öffentlichkeit gelangen durften. In einem Brief an Justizminister Franz Gürtner distanzierte sich Ossietzky von Kreisers Vorgehen. Er konnte jedoch nicht verhindern, dass Auszüge von Kreisers Berichten in der pazifistischen Zeitschrift Das Andere Deutschland erschienen. Vom April 1932 an veröffentlichte Kreiser außerdem im L’Echo de Paris eine Enthüllungsserie über die Reichswehr, wobei er vermutlich in Verbindung mit dem Pazifisten Friedrich Wilhelm Foerster gestanden hat. Am 29. März 1934 veröffentlichte der Deutsche Reichsanzeiger die zweite Ausbürgerungsliste des Deutschen Reichs, durch welche er ausgebürgert wurde.

### Auf der Flucht
Kreiser selbst ging von Frankreich aus später in die Schweiz, im Jahre 1941 nach Brasilien. Für die Flucht nach Südamerika schloss er sich der so genannten Gruppe Görgen an. Diese Gruppe wurde von dem saarländischen Politiker Hermann Mathias Görgen geleitet und bestand aus 48 Personen, für die Görgen tschechische Pässe besorgt hatte. Auch der spätere saarländische Ministerpräsident Johannes Hoffmann und der Schriftsteller Ulrich Becher flohen zusammen mit Kreiser nach Brasilien. Görgen soll Kreiser als das am meisten gefährdete Mitglied seiner Gruppe bezeichnet haben. In Bechers Theaterstück Samba wird Kreiser durch die Figur des „Parisius“ verkörpert.
Die Anfangszeit in Brasilien verbrachte er nach Angaben von Bechers Frau Dana Roda Becher zunächst in Juiz de Fora (Bundesstaat Minas Gerais), später in Rio de Janeiro. Nach Auskunft Görgens wurde Kreiser noch in den 1940er Jahren von Johannes Schauff in die Flüchtlingssiedlung Rolândia (Paraná) geholt. Auch beim Aufbau der Stadt Maringá (Paraná) soll er mitgewirkt haben. In Umuarama (Paraná) ist eine Straße nach ihm benannt. 1958 starb Walter Kreiser in Maringá.